# 일본 경제산업성
경제산업성(일본어: 経済産業省 게이자이산교쇼[*], Ministry of Economy, Trade and Industry, 약칭 : METI)은 일본의 행정조직으로, 대한민국의 산업통상자원부, 중소벤처기업부에 해당된다.

## 설치 근거 및 소관 업무

### 설치 근거
- 경제산업성설치법 제2조

### 소관 업무
- 민간의 경제활력의 향상
- 대외 경제관계의 원활한 발전
- 경제 및 산업의 발전
- 광물 자원 및 에너지의 안정적이고 효율적인 제공의 확보

## 연혁
- 1881년(메이지 14년) 4월 7일 : 농상무성을 설치.
- 1925년(다이쇼 14년) 4월 1일 : 농상무성을 분리하여, 농림성과 상공성을 설치.
- 1943년(쇼와 18년) 11월 1일 : 농림성과 상공성을 통합하여, 농상성을 설치.
- 1949년(쇼와 24년) 5월 25일 : 농상성을 폐지하고 통상산업성 설치(약칭 통산성)
- 2001년(헤이세이 13년) 1월 6일 : 통상산업성을 경제산업성으로 개편.

## 조직

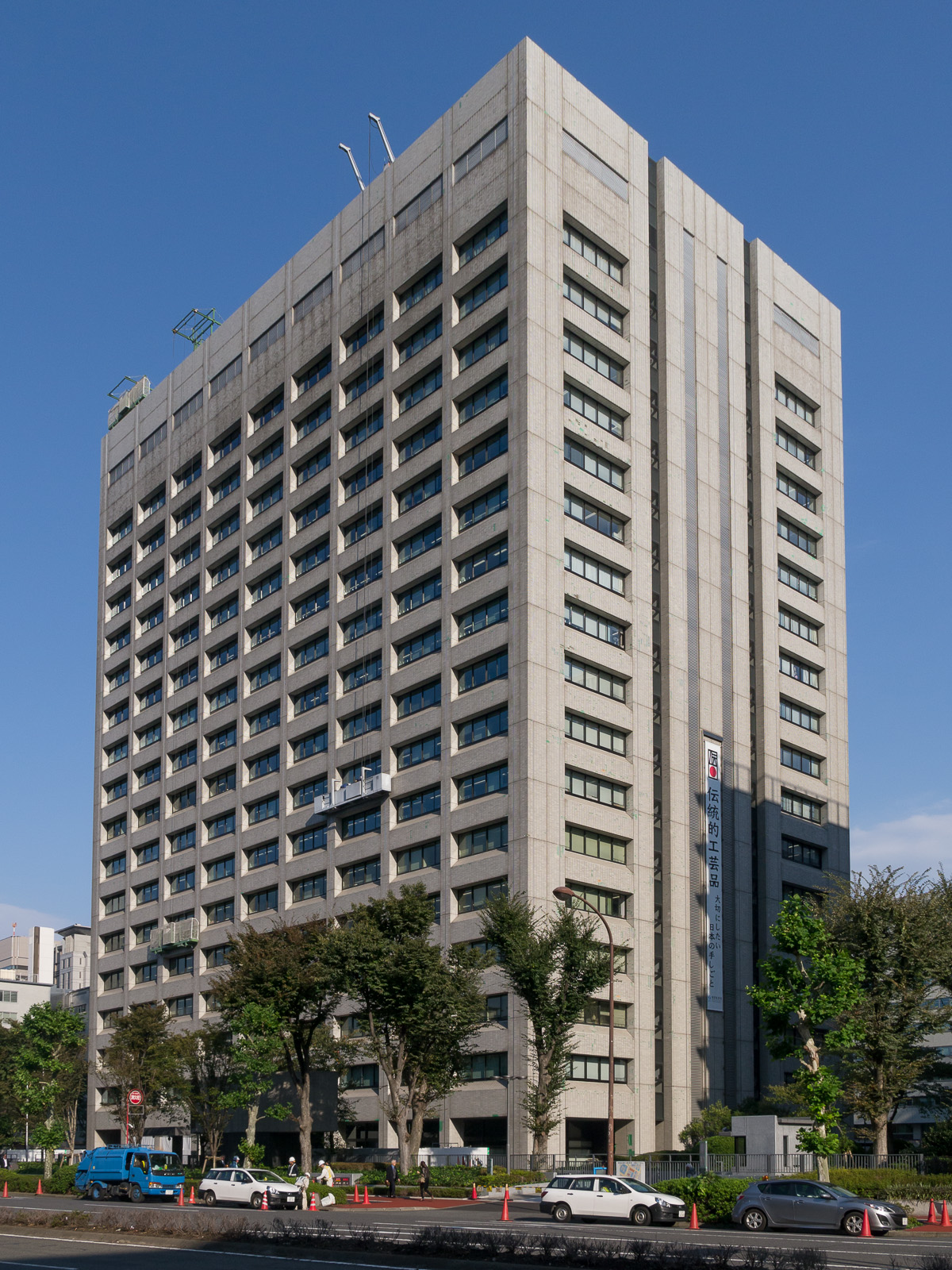
경제산업성종합 청사 본부관

### 간부

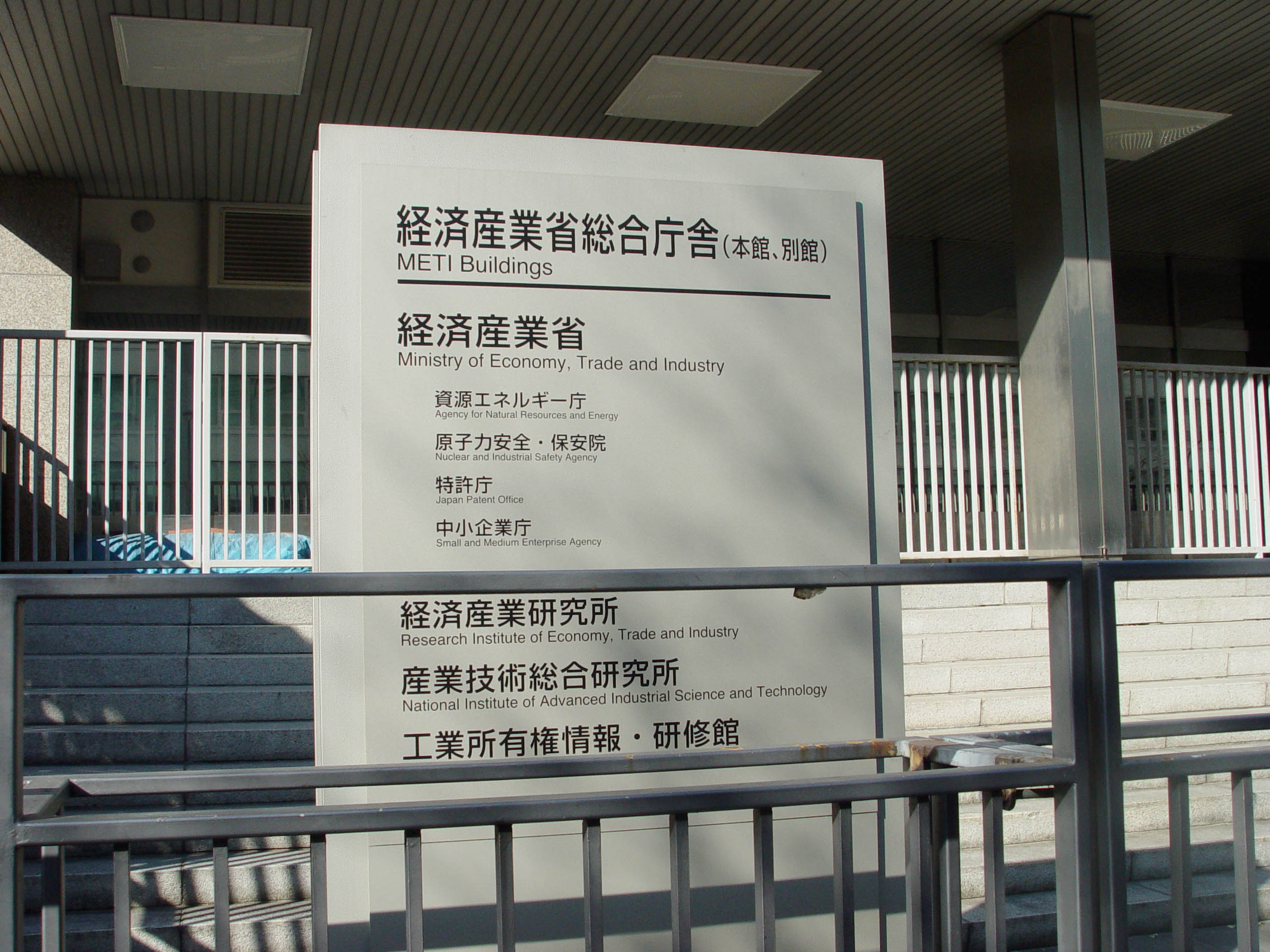
경제산업성 종합청사 안내판

- 대신 1인
- 부대신 2인
- 대신정무관 2인
- 사무차관 1인
- 심의관 1인

### 내부 부국
| - 비서과 - 총무과 - 회계과 - 정책평가홍보과 - 정보시스템후생과 | - 경제산업정책과 - 조사과 - 산업구조과 - 산업조직과 - 산업재생과 - 산업자금과 - 기업행동과 - 지역경제산업정책과 - 입지환경정비과 - 산업시설과 | - 통상정책과 - 국제경제과 - 경제연계과 - 미주과 - 구주과 - 중동아프리카과 - 아시아대양주과 - 북동아시아과 | - 참사관(3인을 둔다). | - 무역진흥과 - 통상금융·경제협력과 - 자금협력과 - 기술협력과 - 무역보험과 |

| - 무역관리과 - 무역심사과 - 안전보장무역관리과 - 안전보장무역심사과 | - 산업기술정책과 - 기술진흥·대학연계추진과 - 연구개발과 - 기준인증정책과 - 국제표준과 - 국제전기표준과 - 환경정책과 - 리사이클추진과 | - 철강과 - 비철금속과 - 화학물질관리과 - 화학과 - 생물화학산업과 - 주택산업요업건재과 - 산업기계과 - 자동차과 - 항공기무기우주산업과 - 섬유과 - 지업복식품과 | - 정보정책과 - 정보경제과 - 정보처리진흥과 - 정보통신기구과 - 서비스정책과 - 생활문화창조산업과 - 의료보험산업과 - 문화정보관련산업과 - 유통정책과 - 상거래·소비경제정책과 - 상거래감독과 - 제품안전과 - 보안과 - 전력안전과 |

| - 수출입거래심의회 - 화학물질심의회 | - 경제산업연수소 |

### 지방지분부국
| - 홋카이도경제산업국 - 도호쿠경제산업국 - 간토경제산업국 - 주부경제산업국 - 긴키경제산업국 - 주고쿠경제산업국 - 시코쿠경제산업국 - 규슈경제산업국 | - 홋카이도산업보안감독부 - 간토도호쿠산업보안감독부 - 주부긴키산업보안감독부 - 주고쿠시코쿠산업보안감독부 - 규슈산업보안감독부 |

### 외국
- 자원에너지청
- 특허청
- 중소기업청

## 같이 보기
- 경제산업대신
- 경제산업부대신
- 경제산업대신정무관
- 경제산업사무차관
- 경제산업심의관
- 대한민국 산업통상자원부

## 사건
- 2019년(레이와 원년), 대한민국에 대한 경제 보복을 주도하였다. 반도체와 스마트폰 등 대한민국의 주요 수출 품목들에 대한 수출 제한 조치를 취한 것이다.[2]